# Lazzaro Bastiani
Lazzaro Bastiani (Padua, c. 1429 - Venecia, 5 de abril de 1512), fue un pintor italiano del Renacimiento.

## Biografía

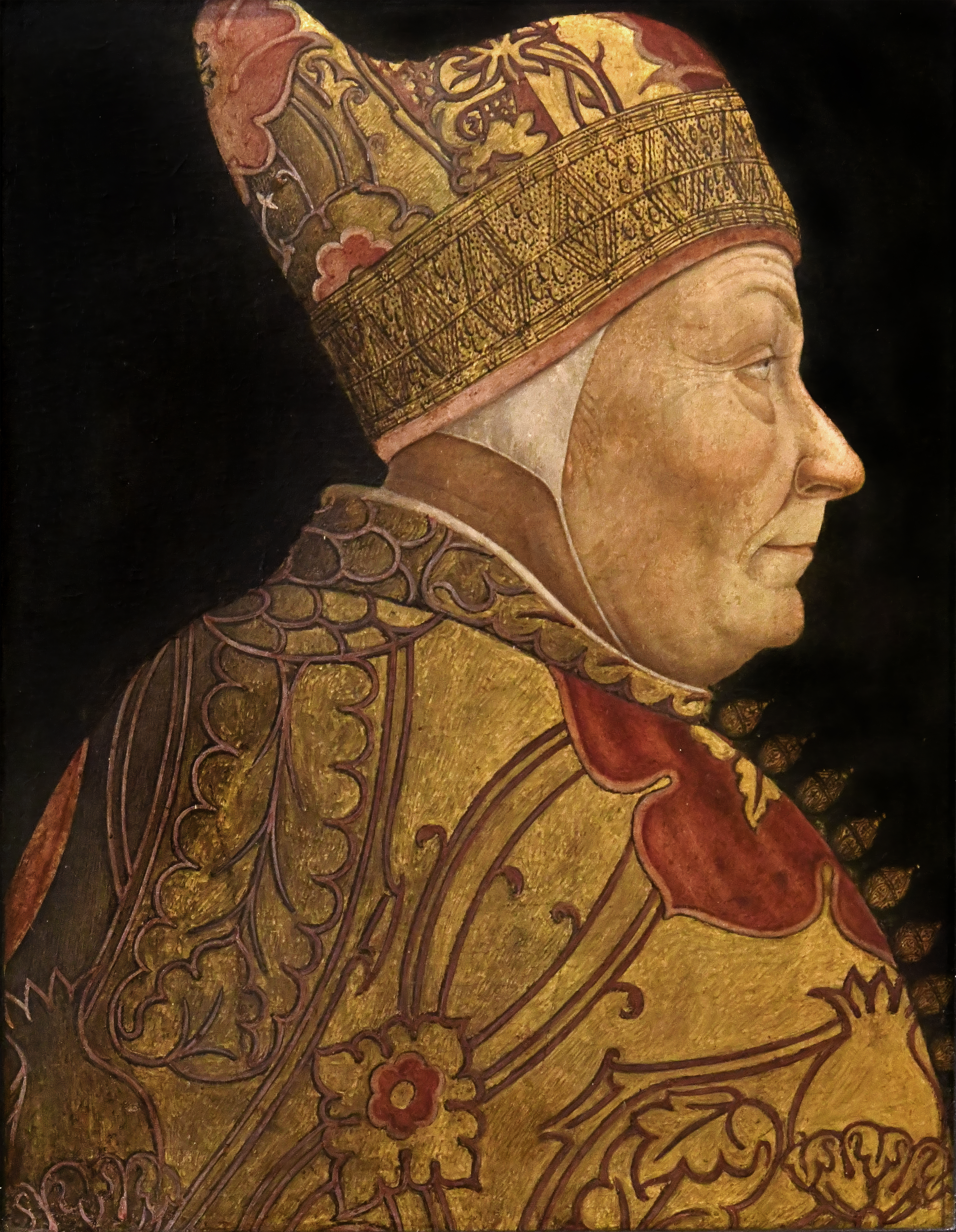
Retrato del dogo Francesco Foscari, Museo Correr, Venecia

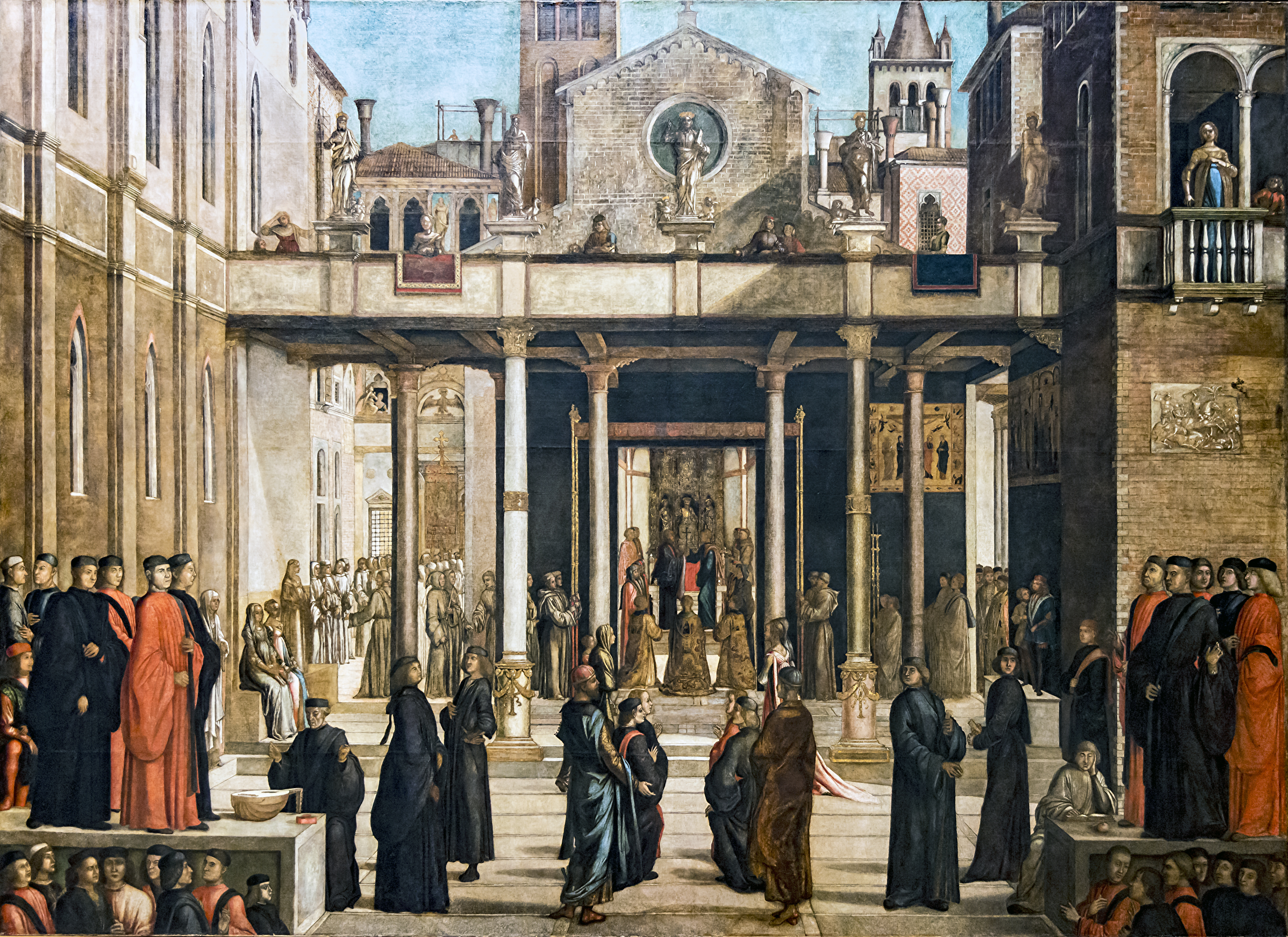
La reliquia de la Veracruz es ofrecida a la Scuola Grande di San Giovanni Evangelista, Galería de la Academia de Venecia

Nació en Padua, ciudad donde está documentada su actividad como pintor en 1449. Ya en 1460 le encontramos trabajando en Venecia, concretamente en la iglesia de San Samuele.
Parece que se formó como artista en el taller de Antonio Vivarini, aunque es evidente la influencia de Andrea del Castagno en su primer estilo, que comprende una serie de obras realizadas de la década de los sesenta. Bastiani presta gran atención al diseño y la perspectiva, con gusto por el detalle: el mosaico firmado de San Sergio, en San Marcos de Venecia, el Arcángel Gabriel del Museo Cívico de Padua o la Pietà de la iglesia veneciana de San Antonino serían buenos ejemplos de este período.
En 1470 se convirtió en miembro de la Scuola di San Girolamo, para la que pintó algunas obras ahora conservadas en la Academia de Venecia. Hacia 1480 trabajó junto a Gentile Bellini en la decoración de la Scuola Grande di San Marco. También realizó (1494)uno de los teleri destinados a decorar la Scuola Grande di San Giovanni Evangelista, participando así en uno de los encargos de prestigio de la época.
En 1508 fue junto a Giovanni Bellini y Vittore Carpaccio encargado de tasar el valor del trabajo que Giorgione había realizado al fresco en el Fondaco dei Tedeschi.
Bastiani se alinea en la facción más conservadora de la Escuela veneciana de pintura, formando parte de un núcleo de artistas apegado al estilo cuatrocentista tradicional, cuya figura más destacada era el mayor de los hermanos Bellini, Gentile. Entre sus alumnos figuran artistas que mantendrían este espíritu de carácter inmovilista y poco abierto a las nuevas corrientes: Carpaccio, Benedetto Diana y Pietro degli Ingannati.

## Obras destacadas
- Retrato del dogo Francesco Foscari (1457-1460, Museo Correr, Venecia)
- San Gabriel Arcángel (c. 1460, Museo Civico, Padua)
- Pietà (c. 1460, San Antonino, Venecia)
- Virgen de la Humildad (1470, Museo Poldi Pezzoli, Milán)
- Historia de David (1470, Scuola Grande di San Marco, Venecia), destruida en 1485.
- Comunión de San Jerónimo (1470-1472, Galería de la Academia de Venecia)
- Funeral de San Jerónimo (1470-1472, Galería de la Academia de Venecia)
- Santa Veneranda entronizada(1470-1475, Galería de la Academia, Venecia)
- Adoración de los Reyes Magos (1470-1479, Frick Collection, New York)
- La reliquia de la Veracruz es ofrendada a la Scuola Grande de San Giovanni Evangelista (1494, Galería de la Academia, Venecia)
- Virgen con el Niño en un marco pintado (Staatliche Museen, Berlín)
- San Jerónimo y un donante (Museo Diocesano, Milán)
- Santa Catalina de Alejandría (Museo Diocesano, Milán)